# Rudolf Kauschka
Rudolf Kauschka (1883-1960) fue un deportista austro-checoslovaco que compitió en luge en las modalidades individual y doble. Ganó cuatro medallas en el Campeonato Europeo de Luge entre los años 1914 y 1929.

## Palmarés internacional
| Representando a Austria        |                         |                  |            |
| Campeonato Europeo             |                         |                  |            |
| Año                            | Lugar                   | Medalla          | Prueba     |
| 1914                           | Reichenberg (Austria)   | Medalla de oro   | Individual |
| 1914                           | Reichenberg (Austria)   | Medalla de plata | Doble      |
| Representando a Checoslovaquia |                         |                  |            |
| Campeonato Europeo             |                         |                  |            |
| Año                            | Lugar                   | Medalla          | Prueba     |
| 1928                           | Schreiberhau (Alemania) | Medalla de plata | Individual |
| 1929                           | Semmering (Austria)     | Medalla de plata | Doble      |